# آيت سيدي بوعباد (سيدي لامين)
آيت سيدي بوعباد هي إحدى مشيخات المملكة المغربية، تتبع جغرافيا لإقليم خنيفرة وإداريًا لسيدي لامين. يقدر عدد سكانها بـ 3978 نسمة حسب الإحصاء الرسمي للسكان والسكنى لسنة 2004.